# Lockdown (2008)
Lockdown (2008) foi um evento pay-per-view de wrestling profissional realizado pela Total Nonstop Action Wrestling (TNA), que aconteceu em 13 de abril de 2008 na Tsongas Arena em Lowell, Massachusetts. Ocorreram oito lutas de wrestling profissional que estavam no card do evento. Na tradição dos eventos Lockdown,  as lutas aconteceram em um ringue cercado por uma  jaula. Esta foi a quarta edição da cronologia do Lockdown.
O evento principal foi uma Six Sides of Steel cage match pelo TNA World Heavyweight Championship, onde Samoa Joe derrotou Kurt Angle para ganhar o título. Seguindo outra tradição do evento Lockdown, TNA faz a anual Lethal Lockdown, que acontece em uma estrutura de ferro com equipamentos; nessa luta, Team Cage derrotou Team Tomko.

## Resultados
| #                              | Lutas | Estipulação | Tempos |
| ------------------------------ | --- | --- | ------ |
| 1                              | Jay Lethal (c) derrotou Curry Man, Sonjay Dutt, Johnny Devine, Shark Boy e Consequences Creed1 - Devine derrotou Dutt (02:47) - Creed derrotou Shark Boy. - Curry derrotou Creed (07:12) - Devin derrotou Curry (08:32) - Lethal escapou da jaula (10:25) | Xscape match pelo TNA X Division Championship                                                                                  | 10:25  |
| 2                              | Roxxi Laveaux derrotou Angelina Love, Velvet Sky, Salinas, Rhaka Khan, Traci Brooks, Christy Hemme e Jacqueline | Queen of Cage match pelo direito de ser a desafiante nº 1 pelo TNA Knockout Women's Championship                               | 05:27  |
| 3                              | B.G. James derrotou Kip James | Six Sides of Steel Cage match                                                                                                  | 06:45  |
| 4                              | Super Eric e Kaz derrotaram Motor City Machine Guns (Chris Sabin e Alex Shelley), The Latin American Xchange (Homicide e Hernandez), Scott Steiner e Petey Williams, Rock 'n Rave Infection (Lance Hoyt e Jimmy Rave) e Black Reign e Rellik2             | Cuffed in the Cage match pelo direito a uma luta futura pelo TNA World Tag Team Championship                                   | 10:41  |
| 5                              | Gail Kim e O.D.B. derrotaram Awesome Kong e Raisha Saeed | Six Sides of Steel Cage Tag Team match                                                                                         | 08:26  |
| 6                              | Booker T e Sharmell derrotaram Robert Roode e Payton Banks | Six Sides of Steel Cage Intergender Tag Team match                                                                             | 07:35  |
| 7                              | Team Cage (Christian Cage, Kevin Nash, Rhino, Sting e Matt Morgan) derrotaram Team Tomko (Tomko, A.J. Styles e Team 3D e James Storm) (com Jacqueline)3                                                                                                   | Lethal Lockdown | 26:27  |
| 8                              | Samoa Joe derrotou Kurt Angle (c) | Six Sides of Steel Cage match pelo TNA World Heavyweight Championship. Se Samoa Joe fosse derrotado teria que abandonar a TNA. | 17:34  |
| (c) - Campeão(s) antes da luta | | |        |

1. ↑ Eliminações da Xscape match
| Eliminação # | Eliminado          | Eliminado por      | Notas                                                | Tempo |
| ------------ | ------------------ | ------------------ | ---------------------------------------------------- | ----- |
| 1            | Sonjay Dutt        | Johnny Devine      | Pinfall por roll-up                                  | 02:47 |
| 2            | Shark Boy          | Consequences Creed | Pinfall depois de um Creed-DT                        | 04:30 |
| 3            | Consequences Creed | Curry Man          | Pinfall depois de um Spice Rack                      | 07:12 |
| 4            | Curry Man          | Johnny Devine      | Pinfall depois de um Devine Intervention.            | 08:32 |
| 5            | Johnny Devine      | N/A                | N/A                                                  | 10:40 |
| Vencedor     | Jay Lethal         | n/a                | Lethal escapou da cela com ajuda de Dutt e SoCal Val | 10:40 |

2. ↑ Eliminações da Cuffed in the Cage
| Eliminação # | Eliminado      | Eliminado por                          |
| ------------ | -------------- | -------------------------------------- |
| 1            | Scott Steiner  | Rellik, Black Reign, Lance Hoyt, e Kaz |
| 2            | Alex Shelley   | Petey Williams                         |
| 3            | Chris Sabin    | Kaz                                    |
| 4            | Homicide       | Rellik                                 |
| 5            | Petey Williams | Reign                                  |
| 6            | Hernandez      | Reign                                  |
| 7            | Kaz            | Rellik                                 |
| 8            | Jimmy Rave     | Super Eric                             |
| 9            | Lance Hoyt     | Super Eric                             |
| 10           | Rellik         | Super Eric                             |
| 11           | Black Reign    | Super Eric                             |
| Vencedor     | Super Eric     | N/A                                    |

3. ↑ Entradas da Lethal Lockdown
| Entrada | Wrestler       | Equipe     | Tempo |
| ------- | -------------- | ---------- | ----- |
| 1       | Christian Cage | Team Cage  | 00:00 |
| 2       | A.J. Styles    | Team Tomko | 00:00 |
| 3       | Brother Ray    | Team Tomko | 05:00 |
| 4       | Rhino          | Team Cage  | 07:00 |
| 5       | James Storm    | Team Tomko | 09:00 |
| 6       | Kevin Nash     | Team Cage  | 11:00 |
| 7       | Brother Devon  | Team Tomko | 13:00 |
| 8       | Matt Morgan    | Team Cage  | 15:00 |
| 9       | Tomko          | Team Tomko | 17:00 |
| 10      | Sting          | Team Cage  | 19:00 |